# Vệ Châu Dụ
Vệ Châu Dụ (chữ Hán: 衞州吁; trị vì: 719 TCN), tên thật là Cơ Châu Dụ (姬州吁), hay còn được phiên âm là Cơ Châu Hu, là vị vua thứ 14 của nước Vệ – chư hầu nhà Chu trong lịch sử Trung Quốc.

## Giết anh giành ngôi
Vệ Châu Dụ là con thứ của Vệ Trang công – vua thứ 12 nước Vệ và em của Vệ Hoàn công – vua thứ 13 nước Vệ.
Châu Dụ lớn lên rất thích việc binh. Vua cha Vệ Trang công giao cho ông làm tướng. Đại phu Thạch Thước khuyên Trang công một là nếu yêu Châu Dụ thì nên lập ngay làm thế tử, hai là tước bỏ binh quyền luôn, vì cho nắm quyền lớn dễ sinh loạn. Vệ Trang công không nghe theo.
Sau khi Trang công mất, vua anh Hoàn công lên thay. Được Vệ Hoàn công tin tưởng, ông thường được theo vua anh đi ra ngoài. Năm 719 TCN, Châu Dụ tụ tập những kẻ vô lại giết Vệ Hoàn công giành ngôi vua.
Để lấy uy thế, Vệ Châu Dụ hợp binh với Tống Thương công, lấy cớ Trịnh Trang công chứa chấp công tử Phùng (kẻ thù của vua Tống) mà mang quân đánh Trịnh. Quân các nước vây đất Đông Môn nước Trịnh một thời gian rồi gặt lúa lấy mang về nước. Trịnh Trang công tiên đoán Châu Dụ vừa giết Vệ Hoàn công cướp ngôi, rồi sẽ bị giết.

## Bị giết
Dân nước Vệ oán Châu Dụ vừa lên ngôi đã gây chiến tranh. Đại phu Thạch Thước tuổi đã cao, có con là Thạch Hậu theo giúp Châu Dụ. Nhân lúc Vệ Châu Dụ và Thạch Hậu sang nước Trần, Thạch Thước sai người sang thỉnh cầu Trần Hoàn công ra tay giết Châu Dụ cùng Thạch Hậu.
Trần Hoàn công đồng tình, bèn bắt giữ cả hai, rồi báo cho nước Vệ biết. Nước Vệ cử Hữu tể Xú sang nước Trần giết Châu Dụ ở đất Bộc. Thạch Thước tự mình giết Thạch Hậu. Nước Vệ lập người em của Vệ Hoàn công là Cơ Tấn làm vua mới, tức là Vệ Tuyên công.
Vệ Châu Dụ chỉ ở ngôi chưa đầy 1 năm.